# Damon Arnette
(en) Statistiques sur pro-football-reference
Damon Arnette, né le 2 septembre 1996 à Dallas, est un joueur de football américain évoluant au poste de cornerback, actuellement agent libre, et un rappeur américain.
Il a joué au football universitaire à Ohio State et a été sélectionné par les Las Vegas Raiders lors du premier tour de la draft 2020 de la NFL.

## Jeunesse
Arnette naît à Dallas, au Texas, et déménage à Fort Lauderdale, en Floride, à l'âge de trois ans. Il fréquente le lycée St. Thomas Aquinas, où il joue aux postes de linebacker et wide receiver pour les Raiders. Il est reçoit une mention honorable de classe 8A-7A-6A All-County en tant que senior et gagne le championnat d'État avec son équipe. Considéré comme une recrue trois étoiles, Arnette s'engage au cours de l'été avant sa dernière année à jouer au football universitaire pour l'université de Caroline du Sud  mais change d'avis et s'engage avec l'université d'État de l'Ohio le jour de la signature nationale.

## Carrière universitaire
Arnette passe sa première saison en tant que redshirt après la découverte d'un éclat d'os dans son tibia pendant le camp d'entraînement. Il dispute 13 matchs pour les Buckeyes la saison suivante en tant que joueur clé au poste de defensive back et totalise 21 plaquages et une interception. En 2017, Arnette est titulaire lors de 12 des 14 matchs des Buckeyes et est le meilleur cornerback de son équipe avec 44 plaquages, deux interceptions et huit passes défendues. Il est nommé mention honorable All-Big Ten Conference,. Arnette reçoit de nouveau une mention honorable en tant que junior, grâce à 40 plaquages et une interception en 13 matchs joués,. Arnette prévoyait initialement de quitter l'université renonçant à sa dernière saison d'éligibilité en NCAA pour se présenter à la draft 2019 de la NFL, mais il décide finalement de rester à Ohio State pour une saison supplémentaire.
Arnette inscrit son premier touchdown en carrière le 14 septembre 2019 à la suite d'une interception retournée sur 97 yards contre Indiana. Arnette est sélectionné dans la deuxième équipe de la conférence Big Ten totalisant en fin de saison 35 plaquages, huit passes défendues et une interception tout en ayant joué avec un poignet cassé,,.

## Carrière professionnelle
| Taille                  | Poids           | Bras          | Main             | Sprint   | Sprint   | Sprint   | Shuttle 20 yards | 3 cones drill | Détente   | Détente     | Développé couché | Test Wonderlic |
| Taille                  | Poids           | Bras          | Main             | 40 yards | 10 yards | 20 yards | Shuttle 20 yards | 3 cones drill | verticale | horizontale | Développé couché | Test Wonderlic |
| 1,82 m (5 ft 11 5/8 in) | 88 kg (195 lbs) | 76 cm (30 in) | 23 cm (9 1/8 in) | 4,56 s   | -        | -        | -                | -             | -         | -           | -                | -              |

### Raiders de Las Vegas
Arnette est sélectionné en 19e choix global lors du premier tour de la draft 2020 de la NFL par les Raiders de Las Vegas, ceux-ci ayant obtenu ce choix de draft à la suite de l'échange ayant envoyé Khalil Mack aux Bears de Chicago en 2018.
Il est placé sur la liste des blessés le 2 octobre 2020 à la suite d'une blessure au pouce. Il est transféré sur la liste de réserve / COVID-19 par l'équipe le 19 octobre et retourne dans la liste des blessés le 30 octobre. Il est réactivé le 14 novembre 2020.
Arnette commence la saison 2021 au poste de cornerback en tant que remplaçant de Trayvon Mullen et Casey Hayward. Il se blesse à l'aine en 4e semaine et réintègre la liste des blessés. Les Raiders le libèrent le 8 novembre 2021 à la suite d'une vidéo le montrant brandissant des armes à feu et proférant des menaces de mort.

### Dauphins de Miami
Le 15 décembre 2021, Arnette signe avec l'équipe d'entraînement des Dolphins de Miami. Son contrat expire le 9 janvier 2022.

### Chefs de Kansas City
Arnette signe un contrat de réserviste avec les Chiefs de Kansas City le 20 janvier 2022. Il est libéré le 29 janvier 2022 après avoir été arrêté à Las Vegas (voir ci-dessous).

## Vie privée
Arnette est également rappeur sous le nom de scène NWG Suave.

## Problèmes juridiques
Le 5 novembre 2021, Arnette est accusé d'avoir blessé une femme dans un accident de voiture en 2020. Le 14 octobre 2020, Arnette aurait percuté la voiture de la femme après avoir raté un virage sur la route de l'entraînement, puis aurait quitté les lieux. L'accident se serait produit alors qu'Arnette se déplaçait à 105 km/h. À la suite de l'accident, la femme a subi un traumatisme crânien et ainsi que des douleurs aux épaules, au cou et au dos, entraînant chez elle une dépression et des crises de panique.
Le 8 novembre 2021, une vidéo d'Arnette est découverte dans laquelle il brandit des armes à feu et profère des menaces de mort. Cette vidéo conduit à la rupture de son contrat avec les Raiders.
Le 29 janvier 2022, Arnette est arrêté à Las Vegas, dans le Nevada, accusé d'agression avec arme, de port illégal d'arme et de détentions de substances illégales. Le 25 juillet 2022, les autorités de Las Vegas annoncent qu'aucune accusation criminelle ne sera déposée.
Dans la nuit du 25 juillet 2022, Arnette est contrôlé au volant alors que son permis est suspendu. Il est autorisé à repartir, le véhicule étant conduit par un passager. Quelques heures plus tard, peu après minuit le 26 juillet 2022, Arnette est de nouveau arrêté au volant du même véhicule. Cette fois, il est arrêté et accusé de possession d'une substance interdite, de possession d'accessoires de consommation de drogue et de conduite avec un permis suspendu. Il est ensuite libéré sous caution.